# Chiesa di San Benedetto (Pomonte)
La chiesa di San Benedetto è un edificio sacro situato a Pomonte, nel comune di Scansano.

## Storia
L'edificio fu costruito nel 1967 su progetto di Carlo Boccianti, per volere dell'Ente Maremma, che in quel periodo stava contribuendo allo sviluppo della frazione di Pomonte con la realizzazione di un moderno centro servizi e nuove abitazioni, nel più ampio panorama della riforma fondiaria in Maremma avviata nel 1951. La chiesa divenne sede parrocchiale nel 1969, con territorio distaccato da Scansano.

## Architettura
L'esterno è adornato da un grande portale sovrastato da una croce e da un mosaico che raffigura san Benedetto, opera dell'artista Pietro Cascella, mentre sul lato destro si erge il campanile a filarotti di tufo.
All'interno, presso l'altare maggiore in pietra serena, si trova il dipinto seicentesco con la Madonna col Bambino in gloria con Sant'Antonio abate e San Benedetto opera riferibile ad un pittore d'ambito senese e proveniente dalla cappella di Sant'Antonio abate, inclusa nel complesso della fattoria di Pomonte, fatta costruire da Mario Sforza, conte di Santa Fiora, tra il 1575 e il 1577.